# O Tempo (canção de Móveis Coloniais de Acaju)
"O Tempo" é um single da banda brasileira Móveis Coloniais de Acaju, que faz parte do álbul C mpl te.

## História
Faz parte do álbum C mpl te de 2009. A música fez com que a banda fosse indicada ao prêmio de Rock Alternativo no VMB 2009, além de ter feito parte da trilha sonora da novela Araguaia. Também o single listado em quarto lugar entre as 25 melhores músicas nacionais do ano de 2009, pela revista Rolling Stone Brasil.
No dia 27 de Março de 2011, a banda, junto ao canal de MTV Brasil e ao grupo de grafiteiros de Ceilândia Kollors Kingz fizeram uma ação transmitida em tempo real em homenagem ao dia do grafiteiro, que resultou no videoclipe da música. O videoclipe foi indicado nas categorias Videoclipe do Ano e "Webclipe" no VMB 2011, porém não venceu.